# Broomehill
Broomehill är en ort i Australien. Den ligger i kommunen Broomehill-Tambellup och delstaten Western Australia, omkring 270 kilometer sydost om delstatshuvudstaden Perth. Antalet invånare är 378.
Trakten runt Broomehill är nära nog obefolkad, med mindre än två invånare per kvadratkilometer.. Närmaste större samhälle är Katanning, omkring 19 kilometer nordväst om Broomehill. 
Trakten runt Broomehill består till största delen av jordbruksmark. Genomsnittlig årsnederbörd är 541 millimeter. Den regnigaste månaden är september, med i genomsnitt 97 mm nederbörd, och den torraste är februari, med 6 mm nederbörd.